# ديل هولمز
ديل هولمز (بالإنجليزية: Dale Holmes)‏ مواليد 6 أكتوبر 1971 في ديربيشاير، إنجلترا، المملكة المتحدة، هو دراج إنجليزي سابق.

## روابط خارجية
- ديل هولمز على موقع نتائج كأس العالم لسباقات دراجات (بي.أم.إكس) (الإنجليزية)